# Uścianki (powiat augustowski)
Uścianki – wieś w Polsce położona w województwie podlaskim, w powiecie augustowskim, w gminie Augustów.
U schyłku XVI w. Uścianki miały prawny status przedmieścia Augustowa. Wieś królewska dzierżawy Tajno w ziemi bielskiej województwa podlaskiego w 1795 roku. W latach 1975–1998 miejscowość należała administracyjnie do województwa suwalskiego.